# OZMO
OZMO（オズモ）は、アメリカ出身のミクスチャー・ロックベーシスト。ハワイ生まれ。ニューヨーク、東京、横浜育ち。ベーシスト

## 略歴
2005年、Chicken Skin Productionにベーシストとして加入。
2008年、Chicken Skin Productionを脱退し、FUNKASISを結成。
2010年、日本へ移住。
2012年、FUNKASIS活動開始。ベース・ラップを担当。
2014年、HateItOrLoveItのベーシストとして加入。
2015年、FUNKASISを脱退。
2018年、HateItOrLoveIt解散。
現在YouTuber KiNO STi（キノ・エスティアイ）として活動中。

## ディスコグラフィ

### アルバム
|     | 発売日        | タイトル | 規格   | 規格品番  | 収録アルバム                   |
| --- | ------------- | -------- | ------ | --------- | ------------------------------ |
| 1st | 2013年8月18日 | Room 202 | 12cmCD | ROOM-2021 | FUNKASIS                       |
| 2nd | 2014年2月28日 | 青雲之志 | 12cmCD | CAS-2140  | 甲殻類コンピレーションアルバム |